# Syrská republika
Syrská republika byl oficiální název pro Sýrii v letech 1930 až 1958, kdy spolu s Egyptem vytvořila federativní Sjednocenou arabskou republiku. V letech 1930–1943 byla Sýrie mandátním územím Francie.